# سيكادية
السيكادية (الاسم العلمي: Cycadaceae) هي فصيلة من النباتات تتبع رتبة السيكاديات من طائفة السيكادانية          .	

## أجناس
- السيكاد